# 303年
| 千纪： | 1千纪                                                                                           |
| 世纪： | 3世纪 \| 4世纪 \| 5世纪                                                                         |
| 年代： | 270年代 \| 280年代 \| 290年代 \| 300年代 \| 310年代 \| 320年代 \| 330年代                       |
| 年份： | 298年 \| 299年 \| 300年 \| 301年 \| 302年 \| 303年 \| 304年 \| 305年 \| 306年 \| 307年 \| 308年 |
| 纪年： | 癸亥年（猪年）；西晋太安二年；张昌神凤元年；成汉建初元年                                        |

## 大事记
- 中国
  - 晉朝朝廷下了《壬午詔書》，在荊州徵兵到益州支援鎮壓李特的秦雍六郡流民起義，荊州民眾強烈反抗。曾任縣吏的義陽郡蠻民首領張昌，在安陸石岩山聚眾起義，荊州地區的流民和逃避兵役的丁壯紛紛參加，趁西晉八王之亂之機分兵四出攻城，勢力一度擴大到荊州、江州、徐州、揚州、豫州五州的大部地區，史稱張昌之亂。
  - 周玘與廣陵度支陳敏聯手在建鄴擊敗義陽蠻張昌部將石冰，徐揚二州復歸安定。
  - 二月，羅尚率兵乘虛襲擊李特，李特敗守新繁。後李特見羅尚退兵，於是追擊，最終被羅尚出大軍反擊，李特及李輔和李遠都戰死，屍體被焚毀並送首級到首都洛陽。
  - 李雄擊敗羅尚，接著攻取成都。
  - 七月，西晉荊州刺史劉弘調集大軍攻張昌，陶侃率部擊敗張昌。
  - 八月——洛阳之战：河间王司马颙遣兵与长沙王司马乂作战。

- 歐洲
  - 羅馬帝國皇帝戴克里先發佈首個逼害基督徒的法令。

## 出生
- 王羲之，书法家（361年去世，58岁）

## 逝世
- 陆机，中國西晉文學家、書法家（261年出生，42岁）
- 李特，成汉建国者